# Norma (dessinateur)
Pour les articles homonymes, voir Norma et Morandière.
Norma, de son vrai nom Norbert Morandière, est un dessinateur français de bande dessinée né le 20 février 1946 à Alger et mort le 1er janvier 2021 à Angoulême.

## Carrière
Norbert Morandière débute en 1971 dans le fanzine Falatoff où il utilise durant un an le pseudonyme Marcus, avant de choisir Norma.
Norma est principalement connu pour avoir longtemps dessiné Capitaine Apache, une série pour la jeunesse écrite par Roger Lécureux et paraissant dans Pif Gadget. 
À partir des années 1990, il se tourne vers la bande dessinée historique avec des séries pré-publiées dans le magazine Vécu des éditions Glénat, telles que Les Souvenirs de la pendule et Pieter Hoorn, ou encore Saïto chez Soleil Productions.
Il meurt le 1er janvier 2021 à Angoulême,.

## Albums
- Capitaine Apache (scénario de Roger Lécureux)
  1. Capitaine Apache (Vaillant, 1980)
  2. L’Enfance d'un guerrier (Vaillant, 1980)
  3. Fils contre père (Vaillant, 1981)
  4. Un papoose de ton âge (Vaillant, 1981)

  - Sang pour sang (Messidor, 1986)
  - Capitaine Apache T.1 (Soleil, 1995)
  - Capitaine Apache T.2 (Soleil, 1995)
- Les Souvenirs de la pendule (scénario de Patrick Cothias, Glénat)

1. Schönbrunn (1989)
2. L’Étrangère (1989)
3. La Vie de château (1990)

- Hazel & Ogan (scénario de Bosse)

1. L’Épée de foudre (Blanco, 1989)
2. Le Pays des trolls (Blanco, 1991)
3. Moonwulf (Soleil, 1994)

- Pieter Hoorn (scénario de Frank Giroud, Glénat)

1. La Passe des cyclopes (1991)
2. Les Rivages trompeurs (1992)
3. La Baie des Français (1994)

- Saïto (scénario de François Corteggiani, Soleil)

1. La Nuit du Oni (1993)
2. La Lune rouge (1994)
3. La Griffe et le Sabre (1995)

- Le Bossu (scénario de François Corteggiani d’après Paul Féval, Glénat, 1997)
- Éner (scénario de Jacques-René Martin, éd. Devry)

1. Le Secret du temple de Salomon (1999)

- Rochefort, un voyage dans le temps (La Séguinière, 2001)
- Les Aventures imaginaires de Victor Hugo (scénario de Jacques Labib, L’Atelier)

1. On a volé Les Misérables ! (2003)

- Agatha Christie en bande dessinée (Emmanuel Proust)

1. L'Affaire Protheroe (2005)

- À 18 ans sous les balles au Vercors (Éditions du Signe, 2007)